# Operación Titella
La Operación Titella («títere» en catalán) es una operación policial de gran envergadura, ejecutada a mediados de 2021, llevada a cabo por unidades especializadas de la policía española contra un entramado criminal dirigido presuntamente por el cómico José Luis Moreno, por liderar una red de estafas financieras.

## Origen
El origen se data en el año 2018, a raíz de varias denuncias de entidades bancarias en las que se manifestaba cómo haciendo abuso de la operativa bancaria esta organización había conseguido defraudar más de un millón trescientos mil euros.
La investigación arrancó tras una estafa a Abanca de 1,3 millones de euros, lo que provocó que el Juzgado número 14 de Madrid abriese diligencias, y que los Cuerpos y Fuerzas de Seguridad del Estado impulsasen la operación policial.
Las sociedades mercantiles implicadas ofrecían proyectos empresariales de todo tipo a entidades bancarias. Y a través de ellas captaban todo el dinero para la trama. Una vez esos millones de euros en fondos llegaban a su poder, los proyectos nunca se materializaban, y el dinero finalmente desaparecía fluctuando hacia los bolsillos de la red. Los bancos no volvían a saber nada más de esas personas a las que les habían prestado tal cantidad de dinero.
Algunos medios apuntan a que la red llevaba activa al menos cinco años.
Para perpetrar el sistema de blanqueo, la red contaba con la participación activa en el delito de directores de bancos, una notaría y hasta productores de televisión.
Tras las pesquisas emprendidas por la Policía Nacional y la Guardia Civil entre 2019 y 2021, se ha podido constatar cómo, una vez se captaban los fondos, activaban una maquinaria perfectamente estudiada donde el peloteo de cheques, la facturación simulada y la falsificación de documentos mercantiles era la actividad ordinaria.

## Causa
El productor y empresario fue detenido el martes 29 de junio de 2021, junto con otras 52 personas. Se desmanteló una supuesta red internacional de estafadores que contaban con más de 700 sociedades mercantiles con las que presuntamente habrían estafado más de 50 millones de euros.
El fruto del delito que era blanqueado por los investigados, tenía como destinos entre otros países, Suiza, Panamá y las Maldivas. La capacidad de esta organización llegaba hasta tal punto que antes de que la red cayera ya habían dado pasos importantes para abrir un banco propio en Malta, en el que centralizar las ganancias.

## Investigación
La operación policial ha desvelado una red importante de blanqueo de capitales, vinculada también al tráfico de drogas. La operación policial se extendió a ciudades como Madrid, Barcelona, Alicante, Valencia y Murcia.
En total se han identificado hasta 700 sociedades mercantiles a través de las que se limpiaban millones de euros procedentes del tráfico de sustancias.